# Fokino (Primorje)
Fokino (russisch Фокино) ist eine geschlossene Stadt in der Region Primorje (Russland) mit 19.711 Einwohnern (Stand 1. Oktober 2021).

## Geographie
Die Stadt liegt an der Abrekbucht, östlich der Ussuribucht des Japanischen Meeres, in Luftlinie etwa 45 km südöstlich der Regionshauptstadt Wladiwostok.
Die Stadt Fokino ist der Region administrativ direkt unterstellt und hat den Status eines Geschlossenen administrativ-territorialen Gebildes („Geschlossene Stadt“). Von der Stadt Fokino werden die ebenfalls „geschlossenen“ Siedlungen städtischen Typs Dunai (Дунай, 7805 Einwohner, 12 km südwestlich) und Putjatin (Путятин, 1015 Einwohner, 14 km südlich, auf der gleichnamigen Insel) verwaltet, sodass die Gesamtbevölkerungszahl der administrativen Einheit „Stadt Fokino“ 33.825 beträgt (2009).
Nach Fokino führt eine 1941 eröffnete Eisenbahnstrecke (nur Güterverkehr), die bei Smoljaninowo von der Transsib-Zweigstrecke nach Nachodka abzweigt. Ein weiterer Streckenzweig führt zur Siedlung Dunai.

## Geschichte
An Stelle der heutigen Stadt Fokino entstand 1891 das Dorf Promyslowka. Die Siedlung Dunai, näher zum offenen Meer gelegen, wurde 1907 von moldauischen Umsiedlern gegründet, nach der Donau (russisch Dunai) benannt und war zunächst als Fischereihafen bedeutender.
1958 wurde Promyslowka jedoch Siedlung städtischen Typs, wie auch 1963 das in unmittelbarer Nachbarschaft, aber näher an der Küste als Flottenstützpunkt neu gegründete Tichookeanski (von russisch Tichi okean wörtlich für Stiller Ozean). Die Orte wuchsen zusammen und erhielten schließlich am 4. Oktober 1980 unter dem heutigen Namen Stadtrecht als „Geschlossene Stadt“, für die aus Geheimhaltungsgründen jedoch der Name Schkotowo-17 verwendet wurde (nach der nach Nikolai Jakowlewitsch Schkot benannten Siedlung Schkotowo, dem ehemaligen Verwaltungszentrum des umliegenden gleichnamigen Rajons; heute ist dies Bolschoi Kamen). Auch die unterstellten Siedlungen erhielten Codenamen: Dunai wurde Schkotowo-22 und Putjatin Schkotowo-26. Seit 1994 führt Fokino diesen Namen auch offiziell.

### Bevölkerungsentwicklung
| Jahr | Einwohner |
| ---- | --------- |
| 1970 | 13.550    |
| 1979 | 15.210    |
| 2002 | 26.457    |
| 2010 | 23.696    |
| 2021 | 19.711    |

Anmerkung: Volkszählungsdaten

## Wirtschaft
Fokino ist Basis der Russischen Pazifikflotte.